# Кіліан Азар
Кіліан Азар (фр. Kylian Hazard; нар. 5 серпня 1995, Ла-Лув'єр) — бельгійський футболіст, нападник клубу «Челсі».
Молодший брат Едена і Торгана, футболістів національної збірної Бельгії.

## Клубна кар'єра
Народився 5 серпня 1995 року в місті Ла-Лув'єр.
У дорослому футболі дебютував 2013 року виступами за команду клубу «Вайт Стар Брюссель», в якій провів один сезон, взявши участь у 4 матчах чемпіонату.
Протягом 2014—2015 років захищав кольори команди клубу «Зюлте-Варегем».
Своєю грою за останню команду привернув увагу представників тренерського штабу клубу «Уйпешт», до складу якого приєднався 2015 року. Відіграв за клуб з Будапешта наступні два сезони своєї ігрової кар'єри.
2017 року перейшов до англійського «Челсі», де став виступати за молодіжну команду.

## Статистика виступів

### Статистика клубних виступів
| Сезон              | Клуб                 | Чемпіонат          | Чемпіонат | Чемпіонат | Національний кубок | Національний кубок | Національний кубок | Континентальні кубки | Континентальні кубки | Континентальні кубки | Суперкубки | Суперкубки | Суперкубки | Усього | Усього |
| Сезон              | Клуб                 | Ліга               | Ігор      | Голів     | Ліга               | Ігор               | Голів              | Ліга                 | Ігор                 | Голів                | Ліга       | Ігор       | Голів      | Ігор   | Голів  |
| ------------------ | -------------------- | ------------------ | --------- | --------- | ------------------ | ------------------ | ------------------ | -------------------- | -------------------- | -------------------- | ---------- | ---------- | ---------- | ------ | ------ |
| 2013–14            | «Вайт Стар Брюссель» | D2                 | 4         | 0         | КБ                 | 1                  | 0                  | -                    | -                    | -                    | -          | -          | -          | 5      | 0      |
| 2014–15            | «Зюлте-Варегем»      | Л1                 | 2         | 0         | КБ                 | 2                  | 0                  | ЛЄ                   | 1                    | 0                    | -          | -          | -          | 5      | 0      |
| 2015–16            | «Уйпешт»             | NB1                | 29        | 3         | КУ                 | 6                  | 1                  | -                    | -                    | -                    | -          | -          | -          | 35     | 4      |
| 2016–17            | «Уйпешт»             | NB1                | 5         | 0         | КУ                 | 2                  | 0                  | -                    | -                    | -                    | -          | -          | -          | 7      | 0      |
| Усього за «Уйпешт» | Усього за «Уйпешт»   | Усього за «Уйпешт» | 34        | 3         |                    | 8                  | 1                  |                      | -                    | -                    |            | -          | -          | 42     | 4      |
| Усього за кар'єру  | Усього за кар'єру    | Усього за кар'єру  | 40        | 3         |                    | 11                 | 1                  |                      | 1                    | 0                    |            | -          | -          | 52     | 4      |